# Skřipov, Opava
Skřipov là một làng thuộc huyện Opava, vùng Moravskoslezský, Cộng hòa Séc.